# Walerij Schyrjajew
Walerij Wiktorowytsch Schyrjajew (ukrainisch Валерій Вікторович Ширяєв, russisch Валерий Викторович Ширяев/Waleri Wiktorowitsch Schirjajew; * 26. August 1963 in Charkiw, Ukrainische SSR) ist ein ehemaliger schweizerisch-ukrainischer Eishockeyspieler und -trainer, der einen grossen Teil seiner Karriere in der Schweiz verbrachte.

## Karriere
Schyrjajew begann seine Karriere in der Eishockeyschule Sdjuschor Lada in Togliatti. Ab 1980 spielte er für Sokol Kiew in der Wysschaja Liga, der höchsten Spielklasse der Sowjetunion. 1985 erreichte er mit Sokol den dritten Platz in der Meisterschaft. Nach dem Zerfall der Sowjetunion wechselte er nicht wie viele andere Spieler in die National Hockey League, sondern in die Schweiz zum EHC Biel in die Nationalliga A. Bis dahin hatte er für Sokol in 414 Partien 65 Tore erzielt.
Für den EHC Biel spielte er bis 1993, ehe er vom HC La Chaux-de-Fonds aus der zweitklassigen Nationalliga B verpflichtet wurde. Mit dem HC La Chaux-de-Fonds schaffte er 1996 den Aufstieg in die NLA, wurde aber nach diesem Erfolg vom HC Davos verpflichtet. Für diesen absolvierte er in der Saison 1996/97 52 Partien, in denen ihm 44 Scorerpunkte gelangen. Im Sommer 1997 kehrte er zum HC La Chaux-de-Fonds zurück, mit dem er am Ende der folgenden Spielzeit in die NLB abstieg. Am Ende der Spielzeit 1999/2000 gelang Schyrjajew mit dem HC La Chaux-de-Fonds der Wiederaufstieg in die NLA, doch ein Jahr später folgte der erneute Abstieg in die NLB. Am 17. Januar 2003 verpflichtete der EV Zug die beiden Topscorer des HC La Chaux-de-Fonds, Schyrjajew und Omar Tognini, um die Playoff-Ränge noch zu erreichen. Für den EV Zug absolvierte Schyrjajew nur sieben Partien, da er als fünfter Ausländer selten zum Einsatz kam.
Anfang September 2003 wurde er vom SC Bern verpflichtet, da zu diesem Zeitpunkt eine baldige Einbürgerung Schyrjajews wahrscheinlich war. Mit dem SC Bern erreichte er in der Saison 2003/04 das Playoff-Finale um die Schweizer Meisterschaft, in dem er mit seinem Team den HC Lugano mit 3:2 besiegte. Im Oktober 2004 erhielt Schyrjajew die Schweizer Staatsbürgerschaft und fiel damit in der Nationalliga nicht mehr unter das Ausländerkontingent. Zuvor war er innerhalb der NLA zu den SCL Tigers gewechselt.
Im April 2005 wechselte Schyrjajew im Alter von 41 Jahren zum HC Servette Genève. Schyrjajew blieb bis Jahresende 2005 beim Club von Chris McSorley. Am 30. Dezember 2005 wechselte er zum EHC Biel in die Nationalliga B. Mit dem EHC Biel gewann er 2006 die Meisterschaft der Nationalliga B und verließ den Verein nach diesem Erfolg.
Zwischen 2006 und 2008 spielte er wieder für den HC La Chaux-de-Fonds, wo er in seiner letzten aktiven Saison mit seinem Sohn Jewgeni Schyrjajew zusammen aufs Eis ging. Am 22. Dezember 2008 erklärte der 45-Jährige wegen einer chronischen Knieverletzung seine Spielerkarriere für beendet. Während seiner Karriere absolvierte er über 900 Partien in der Schweiz, in denen er 285 Tore erzielte und 580 Torvorlagen beisteuerte.
Nach seinem Karriereende wurde er Assistenztrainer beim HC La Chaux-de-Fonds. 2009 betreute er die Neuchâtel Young Sprinters in gleicher Position, verließ den Verein jedoch im September 2009. Seit Mitte Oktober 2009 ist Schirjajew Cheftrainer der HC Yverdon-les-Bains aus der 1. Liga.
Walerij Schyrjajew ist verheiratet und hat eine Tochter (Daryna) und einen Sohn (Jewhen), der ebenfalls Eishockeyspieler ist.

### International
Walerij Schyrjajew vertrat die Sowjetunion bei der Junioren-Weltmeisterschaft 1983 und der Herren-Weltmeisterschaft 1989. Bei beiden Turnieren gewann er mit der Sbornaja die Goldmedaille. Zudem nahm er an der Winter-Universiade 1985 teil, bei der er eine weitere Goldmedaille gewann.
Nach dem Zusammenbruch der UdSSR spielte er für die ukrainische Eishockeynationalmannschaft und schaffte mit dieser den Aufstieg aus der C-Gruppe der Weltmeisterschaft in die Top-Division. Zudem nahm er an den Olympischen Winterspielen 2002 in Salt Lake City teil.
Nach der Weltmeisterschaft 2004 trat Schyrjajew aus der Nationalmannschaft zurück und arbeitete parallel zu seiner Spielerkarriere bis 2007 als Assistenztrainer von Olexander Seukand, dem Nationaltrainer der Ukraine.

## Erfolge und Auszeichnungen
- 1989 Verdienter Meister des Sports der UdSSR
- 1996 Aufstieg in die Nationalliga A mit dem HC La Chaux-de-Fonds
- 2000 Aufstieg in die Nationalliga A mit dem HC La Chaux-de-Fonds
- 2004 Schweizer Meister mit dem SC Bern
- 2006 Nationalliga-B-Meister mit dem EHC Biel

### International
- 1983 Goldmedaille bei der Junioren-Weltmeisterschaft
- 1989 Goldmedaille bei der Weltmeisterschaft
- 1995 Bester Verteidiger der C1-Weltmeisterschaft